# シャン州軍 (北)
シャン州軍 (北)（シャンしゅうぐん きた、シャン語: တပ်ႉသိုၵ်းၸိုင်ႈတႆး – ပွတ်းႁွင်ႇ、英語: Shan State Army – North、略称:  SSA-N）はシャン州進歩党（Shan State Progress Party: SSPP）の軍事部門であり、ミャンマーの反政府武装勢力である。

## 名称
正式名称はシャン州軍（英語: Shan State Army: SSA）である。シャン語では「タイ州の軍隊」を意味する တပ်ႉသိုၵ်းၸိုင်ႈတႆး /tap˥˧ sʰɨk˥ tɕɨŋ˧ taj˥/ と呼称する。同じく「シャン州軍」を自称するシャン州軍 (南)と区別する目的から、英語では Shan State Army - North（SSA-N）、あるいは政治部門の略称を冠して SSPP/SSA と呼称されることが多い。中国語では北掸邦军と呼称されている。
日本語訳は定まっておらず、「シャン州軍 (北)」の他に「シャン州軍北」「シャン州軍北部」「北シャン州軍」などの表記が存在する。本記事では便宜的に「シャン州軍 (北)」表記で統一する。

## 歴史

### 背景
1958年5月21日、シャンナショナリズムの高まりを受け、最初のシャン族の武装組織であるヌムスックハーン（シャン語: ၼုမ်ႇသိုၵ်းႁၢၼ်、勇敢なる青年戦士）が結成された。これに続き、1960年4月24日にはシャン州独立軍（Shan State Independence Army: SSIA）が、1962年1月にはシャン民族統一戦線（Shan National United Front: SNUF）が結成された。さらに1963年にはタイランド民族軍（Tailand National Army: TNA）が結成され、シャン族の武装組織は乱立状態にあった。

### SSA黎明期（1964-1976）
1964年4月22日、ニャウンシェの王妃サオ・ナン・ハーンカムの助力によりSSIA、SNUF、楊振声（Jimmy Yang）のコーカン革命軍が合併し、シャン州軍（SSA）が結成された。しかし、ヌムスックハーンのサオ・ノイとTNAのウー・ゴンダは、勝利が目前に迫っているのにサオ・ナン・ハーンカムが功績を横取りしようとしていると考え、SSAに加わらなかった。同年5月、サオ・ナン・ハーンカムはタイ・チェンマイでシャン州戦争評議会（Shan State War Council: SSWC）を結成し、TNAやヌムスックハーン、クン・サのシャン連合軍（Shan United Army: SUA）を取り込もうとしたが、内部対立が激しく、上手くいかなかった。
1960年代半ばにTNAのウー・ゴンダが暗殺され、モンヤン旅団司令官のクン・ミンが新たな指導者となった。彼はTNAを東シャン州軍（SSA-East: SSA-E）と改称し、SSAの名の下にシャン州の武装組織を統一するという考えに同意した。内部クーデターにより、サオ・ノイが指導者の座を追われたヌムスックハーンはシャン民族独立軍（Shan National Independence Army: SNIA）に改称した。このような変化によりシャン族の武装組織の統一の機運が高まっていたが、サオ・ノイが1965年後半にSNIAでクーデターを起こしたことで統一の展望は潰えた。サオ・ノイはSNIA本部を占領し、その後モーヘンと組んでシャン連合革命軍（Shan United Revolutionary Army: SURA）を結成した。SURAは国民党軍の李文煥将軍と同盟し、「反共」を掲げた。
1971年8月にはシャン州進歩党（SSPP）がシャン州軍の政治部門として設立された。一方で、楊振声の軍隊は崩壊状態にあり、タイのタムゴップからシャン州に向かって進軍しようとした1971年9月にはすでにコーカン族兵士らが大量に脱走していた。
1970年代、シャン州ではビルマ共産党（Communist Party of Burma: CPB）の影響力が拡大していた。CPBは物資を支援する一方でCPBとの同盟に非協力的なクン・チャーヌ（サオ・センスック）やサオ・ソーワイ（サオ・ツァン）らシャン州進歩党の指導部を「反動主義者」と非難した。1975年にはクン・チャーヌが留保の意思を示したにもかかわらず、SSPPとCPBの間で相互防衛条約が結ばれた。一方で、サオ・ソーワイはカレン民族同盟本部にて民族民主戦線（NDF）の前身である連邦民族民主戦線（Federal National Democratic Front: FNDF）を結成していた。SSPP内部でのCPBとの協力を巡る対立は年々激しさを増してゆき、最終的に親CPBの北部軍区と反CPBの南部軍区の分裂を招いた。1976年3月の党内クーデターにより、クン・チャーヌやサオ・ソーワイはSSPPから放逐された。また、1976年にはクン・ミン率いるSSA-EがCPBの人民軍に取り込まれた。

### ビルマ共産党との同盟 (1976-1989)

#### 北部軍区
北部軍区のSSPP指導部は、武器の供給と引き換えにCPBの指導を受け入れることを承諾した。1977年1月30日、CPBのラジオ放送「ビルマ人民の声」はSSPPとの統一戦線の結成を発表した。放送で、CPBは自らを「マルクス・レーニン・毛沢東思想を基本的かつ指導的なイデオロギーとして受け入れた進歩的かつ革命的な国民の党」として定義し、「SSPPはCPBと共に共産主義世界に向けて前進することを誓った」とした。CPBがSSAに軍事支援を行い、同盟関係を構築したのは、CPBの根拠地のある中緬国境からシャン州をスムーズに通過して平野部に侵攻できるようにするためであった。
1978年12月に南部軍区のサイ・パンがミャンマー軍との戦いで戦死すると、北部軍区のサイ・ザムムアン参謀長と部下のボー・パンアウンは南部軍区との協力のためにタイ国境へと向かったが、謎の失踪を遂げた。これはクン・サによる暗殺であるとされる。1981年8月、SSPPは南部軍区のモンマイ基地で第2回大会を開き、再合同を果たした。大会においてSSPPはNDFと協力し、CPBとの相互防衛条約を破棄することを決定した。しかし、北部軍区の幹部は再びCPBに接近し、またしてもSSPPは南北に分裂した。

#### 南部軍区
サイ・パンはCPBを「シャン州人民を侵略・抑圧する人種差別的政党」と非難した。また、サイ・パンとセン・ハム率いる南部軍区はパオ民族機構（PNO）やNDFと協力していた。
1983年、クン・サのシャン連合軍による本部モンマイへの攻撃を受けてSSA第2旅団は崩壊状態に陥り、一部はSSA第7旅団に合流した。1984年、SSA第7旅団に合流しなかった旧SSA第2旅団はSURAに合流し、タイ革命評議会（Tai Revolutionary Council: TRC）を結成した。1985年、TRCはSUAの圧力に屈し、クン・サの軍門に下ることとなった。そして、クン・サの下で勢力が統合され、モン・タイ軍となった。

### SLORC・SPDC政権期（1989-2011）
1989年春、CPBは下士官の反乱により内部から崩壊した。CPBの崩壊を受け、1989年9月2日にSSA-Nは軍事政権と停戦交渉を行い、支配地域の自治を認められた。そして、ナムカム、ランコー、シッポー、チャウメー、モンスー、タンヤン、モンヤイ、ケシ、ラーショー郡区を含む支配地域がシャン州第3特区となり、SSAによる自治が行われた。停戦当時の兵力は4000人程であったとされる。
停戦を認めないサイ・レック一派はSSAから分裂して引き続き戦闘を続けたが、1994年12月にクン・サ率いるモン・タイ軍に合流した。その翌月にサイ・レックはモン・タイ軍の本拠地ホーモンで死去した。モン・タイ軍の公式声明では敗血症による死であるとされたが、多くの者がこれを不審死であると考え、毒殺説が唱えられた。これはモン・タイ軍からシャン州民族軍（SSNA）が分裂する原因となった。
1996年、SSA-NおよびSSNAは両組織合同のシャン州平和評議会を創設した。同年9月、これにシャン州軍 (南)（SSA-S）を加える形で3組織合同の政治部門「シャン州民族機構」および軍事部門「シャン州軍」を創設することが1996年9月の協議で決定した。しかしながら、統合に向けた進展はないままに終わった。
SSA-Nは他のシャン族武装勢力に比べれば政府に対して融和的であったが、2005年には武装解除せず、その代わりに基地を放棄した。
2008年憲法との整合性を取るために、軍事政権がSSA-Nに対してミャンマー軍傘下の郷土防衛隊（Home Guard Force: HGF）に改編するように圧力をかけた際は、3個旅団中2個旅団が郷土防衛隊への改編に同意したが、第1旅団のみが転換を拒否した。第3旅団と第7旅団は2010年にミャンマー軍傘下の民兵となった。しかし、軍事政権はこれに満足せず、同年11月11日、第1旅団への軍事攻勢を開始した。2011年2月、SSA-Nは他の少数民族武装組織と共にビルマ統一民族連邦評議会（UNFC）を結成した。

### テインセイン政権期 (2011-2015)
2011年5月21日、ミャンマー軍の攻勢を受け、SSA-NはSSA-Sの本部ロイタイレンにてSSA-Sと合同で記者会見を開いた。SSA-Sの指導者ヨートスックは「もはやシャン州軍に南北はなく、一つである。」と発言した。2012年1月28日、SSA-Nとミャンマー軍の間で州レベルおよび連邦レベルの停戦が成立した。
2014年9月から10月にかけて、SSA-Nは本部ワンハイのあるケシ郡区でミャンマー軍と衝突した。
2015年10月6日に始まるミャンマー軍の大規模な攻撃では、20個大隊がシャン州中部に投入された。ミャンマー軍の目標は、ケシ、モンノーン、モンスー、タンヤン郡区を制圧することであり、戦闘機・ヘリからの航空支援のもと、重火器による無差別な砲撃・爆撃が民間人居住区になされた。この攻撃により、何千人ものシャン族、タアン族、リス族、ラフ族が家を追われ、人道危機が発生した。

### NLD政権期 (2016-2021)
2017年4月に連邦政治交渉協議委員会（FPNCC）が結成されると、SSA-NはFPNCCに軸足を移し、同年8月にUNFCからの離脱を申請した。
SSA-Nはタアン民族解放軍（TNLA）と同盟しており、前哨基地を共有していたため、2015年以降のTNLAとSSA-Sの戦闘に巻き込まれることとなった。2018年以降、SSA-Sとの戦闘が激化した。2019年には一度停戦合意がなされたが、2021年には戦闘が再開した。

### 国家行政評議会政権期 (2021-)
2022年、SSA-NはSSA-Sをタイ国境地域へと放逐し、TNLAは勝利宣言した。2023年11月29日、SSA-NはSSA-Sとの停戦を宣言した。
2023年8月以降、同盟関係であったSSA-NとTNLAとの関係が悪化し、複数回衝突が発生した。TNLAはナムカムにおいてSSA-Sが徴兵・課税を行わないよう要請した。
2024年1月30日、SSPPは反軍事政権の立場を明らかにする声明を出した。同年2月12日、SSPPは連邦記念日に際し、チン民族戦線およびカチン独立機構と連名で国民統一政府に祝電を送った。これはSSA-Nがクーデター以降国民統一政府に送った初めてのメッセージである。
2024年2月12日、軍事政権による徴兵制の施行を受けてSSA-Nは海外渡航を禁止し、違反者の財産を没収すると発表した。同年、ナムカムの支配をめぐり、TNLAとの関係が悪化した。同年7月5日以降、SSA-NとTNLAの間で軍事的緊張が高まったため、両者はワ州連合軍の仲介のもと、ワ州・パンサンで紛争解決に向け会合を開いた。。
2024年9月、2010年以来ミャンマー軍傘下の民兵となっていた旧第3旅団のセンケオ民兵とモンケー民兵がSSA-N本隊に合流し、復帰を果たした。

## 分派
停戦グループであったSSA-Nは2009年から2010年にかけてミャンマー軍から圧力をかけられ、第3旅団と第7旅団がミャンマー軍傘下の民兵となることを承諾した。

### センケオ民兵
兵力300。サオ・ロイマオ率いる旧SSA-N第3旅団は元々モンヤイ郡区モンカーに基地を置いていたが、シポー郡区センケオ（シャン語: သႅင်ၵႅဝ်、ビルマ語: စိန်ကျော့）の基地に拠点を置き、2010年4月14日に人民民兵（People’s Militia Force: PMF）となった。同民兵は国境警備隊ではなく、民兵の地位を与えられたため、ミャンマー軍の直接支配下には入っていない。同民兵は南北シャン州軍との繋がりが強く、ミャンマー軍は2010年から2011年にかけてSSA-N第1旅団を攻撃したが、その際に同民兵は最前線から大量に脱走した。同民兵は政府の支給する民兵制服を着用することが求められているが、それを着用するのはミャンマー軍の指揮官が訪問する時だけに限られている。第3旅団と第7旅団は麻薬の取引に関与していたとされている。
2024年9月にセンケオ民兵がSSPP/SSA本隊に合流し、14年ぶりに再合同を果たした。同年8月、ミャンマー民族民主同盟軍（MNDAA）はミャンマー軍第23歩兵大隊の基地を占領した。センケオ民兵がSSA-Nに復帰した背景として、MNDAAがラーショーとシポー周辺を占領したことで、民兵は少数民族武装勢力側につくかミャンマー軍側につくか立場の選択を迫られたために、元々繋がりの強いSSA-Nへの合流を選んだのだと専門家は分析している。

### モンケー民兵
サオ・フラミン率いるモンケー民兵はモンケー（シャン語: မိူင်းၶိူဝ်း、ビルマ語: မိုင်းခေး）に拠点を置き、センケオ民兵と同様に2009年にミャンマー軍傘下の民兵となり、2024年9月にSSA-Nに復帰した。

### カーリ民兵
サオ・ガイファー率いる元SSA-N第7旅団はクンヒン郡区カーリ郡に拠点を置いており、2010年に民兵組織となった。基盤はセンケオ民兵と同様である。同民兵の指導者サオ・ガイファーはSSA-N内部で人気があった。

#### 教育
カーリ地域には67校の学校が存在する。そのうち37校は以前は民兵が運営していたが政府の学校になり、残りの30校は現在も民兵が支援している。現在、民兵は支配下にある197村（サルウィン西岸）と20村（サルウィン東岸）の合計217村で79人の教師を支援している。教師はシャン語を使用し、コーダイ学校で使用されているものと同じく、シャン人学者サイパーによるカリキュラムを用いている。カーリ民兵の学校にビルマ語教育はなく、民兵は教師を政府の学校に派遣してシャン語教育を行っている。サイパーの支援を受けるカーリ民兵教育局は、夏に1か月の教員養成研修を行っている。

## 組織構造

### 軍事部門
SSA-Nには元々第1・第3・第7旅団が存在した。しかし、2009年に第3師団と第7師団がミャンマー軍傘下の郷土防衛隊となることに同意し、第1旅団のみが残った。
その後のSSA-Nは第1旅団を拡張して再構成されており、2023年時点で8個旅団30個以上の大隊を擁しているとされる。

#### 部隊構成
SSA-Nのワンハイ本部には本部警備大隊が2個大隊、特殊大隊が3個大隊駐屯している。また、支配地域には3個師団が編成されている。
- 第999師団: 第1旅団（4個大隊）、第153旅団（3個大隊）、第612旅団（4個大隊）
- 第909師団: 第72旅団（5個大隊）、第74旅団（5個大隊）
- 第918師団: 第36旅団（4個大隊）、第27旅団（4個大隊）、第702旅団（4個大隊）

### 政治部門
SSA-Nの政治部門であるシャン州進歩党（SSPP）は軍の事務局という扱いであり、政策決定と対外関係を統括する枠組みであるため、支配地域における行政機構の役割を果たしていない。これはSSA-Sの政治部門であるシャン州復興評議会が支配地域における行政を担っているのと対照的である。
しかし、SSA-Nには行政部門が存在しており、開発部門と広報部門も存在する。SSPPは政治戦略をシャン諸民族民主連盟（SNLD）に委任している。

### 行政区画
SSA-Nの支配地域は9の行政区で構成されている。
- 第1地区: タンヤン、モンスー、モンコン
- 第3地区: モンノーン、ケシ、ワンハイ
- 第4地区: セインチョー、ノーンモン、ナーマコー
- 第5地区: モンヤイ、モントン、モンパン、ワンリー
- 第6地区: シポー、チャウメー、モンミッ
- 第7地区: ナウンチョー、ポンウォー
- 第8地区: モンヤン、ナムトゥ
- 第9地区: ナムカム、ムセ、パンサイ
- 第10地区: センウィー、モンヨー、ラーショー

第2地区は欠番であり、合計9地区が存在する。1 地区の下に3つの郡区が存在するため、合計27 の郡区が存在する。2022年の対シャン州軍 (南)戦闘の後、シポー、パンロン、モンクン、ホーポン郡区のシャン村落にも統治が拡大している。

## 人権侵害

### 強制徴募
SSA-Nは若者に対して暴力的な強制徴募を行っているという報告がなされている。また、両親を拉致・拘束して子どもを入隊させるといった手法も取られている。

### 民間人の拉致・恐喝
SSA-Nは民間人の拉致・恐喝を行っていることが報告されている。

### 民間人に対する暴力
2023年5月、SSA-Nの兵士が民間人を拷問している動画がインターネット上に流出した。SSA-Nは民間人を拷問したことを認めたが、その後拷問された民間人が解放されたかは定かでない。